# 天主教穆伊拉教區
天主教穆伊拉教區（拉丁語：Dioecesis Muilaënsis）是加蓬一個羅馬天主教教區，屬利伯維爾總教區。
教區成立於1958年12月11日，範圍包括恩古涅省和尼揚加省。2004年有教友46,200人（佔轄區總人口39.9%）、十一個堂區、十五名司鐸。現任教區主教為马修·马德加·雷伯阿克。